# Colfax (Louisiana)
Colfax è un comune degli Stati Uniti d'America, situato nello Stato della Louisiana, in particolare nella parrocchia di Grant, della quale è il capoluogo.